# Hôtel Le Mercier
L’hôtel Le Mercier, appelé aussi hôtel Lemercier, est un hôtel du XVIIIe siècle situé à Lisieux dans le département du Calvados en Normandie. 

## Localisation
L'hôtel est situé au no 22, boulevard Duchesne-Fournet. 

## Historique
L'hôtel est bâti  dans le dernier quart du XVIIIe siècle, sous le règne de Louis XVI, par François Le Mercier, seigneur du Mesnil-Guillaume et apparenté à la famille Le Bas, une des familles les plus importantes de la ville au Siècle des Lumières. Une autre source (erronée) indique le XVIIe siècle.
L'hôtel a été inscrit aux monuments historiques par un arrêté du 26 décembre 1990 en particulier les façades et les toitures.

## Description
L'édifice est construit en pierre calcaire et possède un toit presque plat.
La façade possède deux étages et la travée centrale possède un fronton portant un trophée.

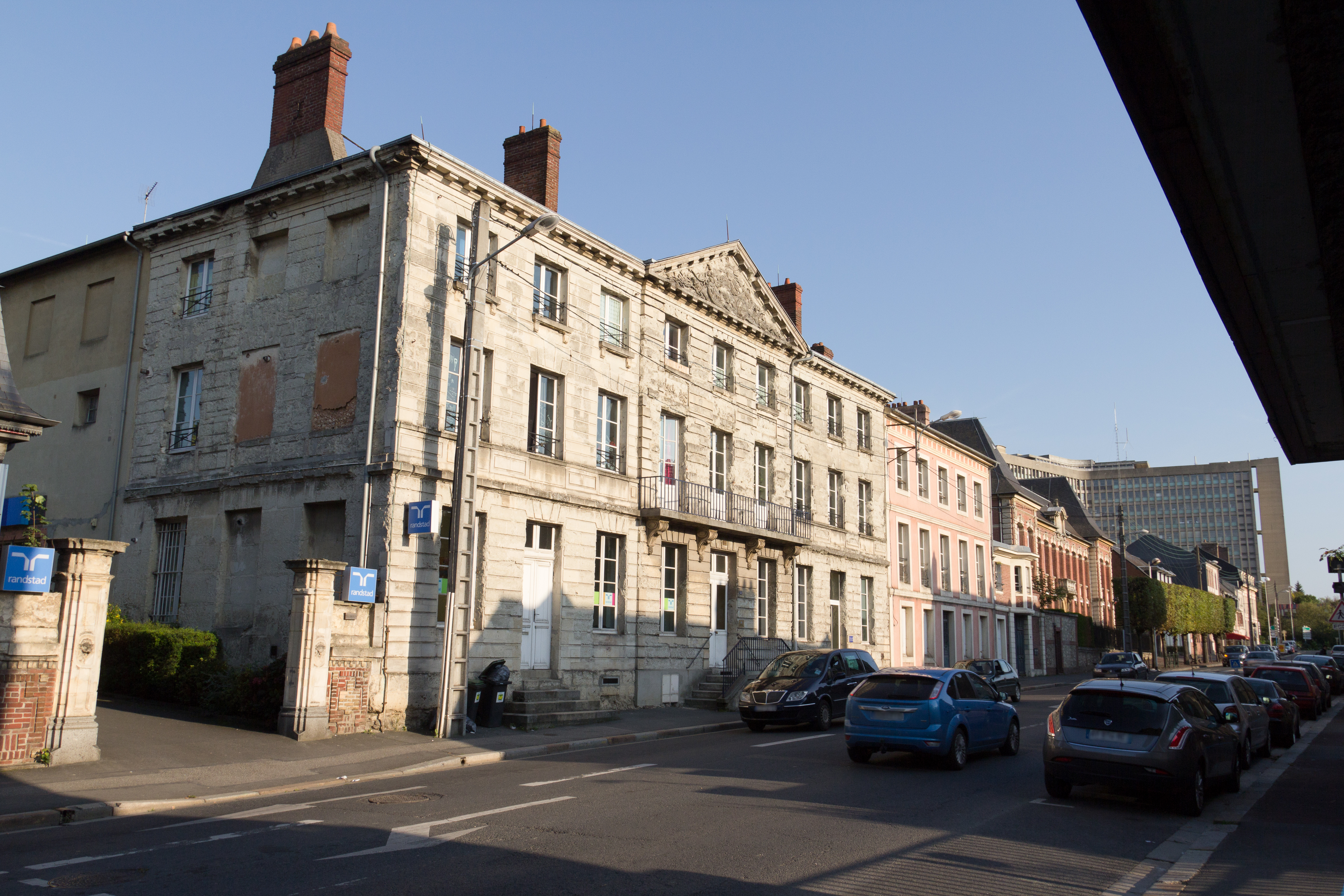
Vue nord-ouest de l'hôtel
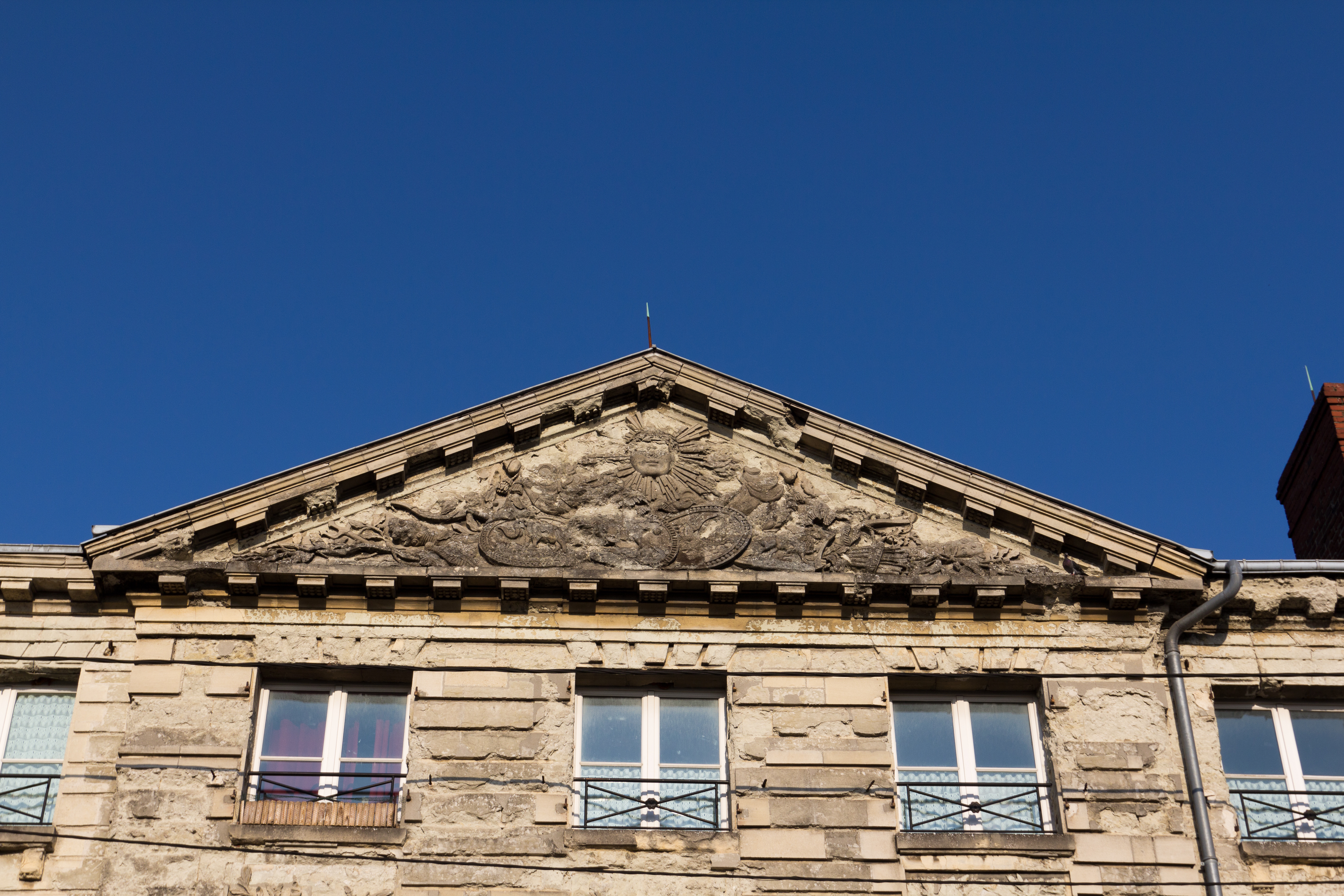
Fronton avec trophée militaire